# Manya Botez
Manya Botez Argeșanu (n. Mania Goldman, n. 1896, Sulina, Tulcea, România – d. 1971, Greater London, Anglia, Regatul Unit) a fost o pianistă din România. 
Ea s-a născut ca Mania Goldman într-o familie evreiască din Sulina. Ulterior, aceasta s-a căsătorit cu scriitorul Eugeniu Botez, cu care a avut o fată, Ada. În 1926, cei doi au divorțat, copilul rămânând la tată. S-a căsătorit cu generalul Gheorghe Argeșanu, luând numele de Manya Botez Argeșanu. 
Ea a studiat la Berlin și la Paris, fiind profesoară în Berlin până în anul 1939, când s-a întors în România. De asemenea, aceasta avea și o școală de muzică în București, al cărei elev a fost compozitorul Aurel Stroe. După război, aceasta a fost profesoară la Conservatorul din Paris, iar ulterior și în Londra, unde a decedat.

## Publicații
- de  *Manya Botez, Musikalisches A.B.C. "(A Musical A.B.C.)", Romanian children's songs, Bucharest, 1937[3]